# The Katherine Reed Story
The Katherine Reed Story (ang. The Katherine Reed Story)	– amerykański film dokumentalny z 1965 r. w reżyserii Roberta Altmana.